# سوفیانه کونه
سوفیانه کونه (انگلیسی: Soufiane Kone؛ زادهٔ ۸ ژوئن ۱۹۸۰) بازیکن فوتبال اهل فرانسه است.
از باشگاه‌هایی که در آن بازی کرده‌است می‌توان به باشگاه فوتبال نانسی و باشگاه فوتبال کن اشاره کرد.